# Woodlands, Dorset
Woodlands är en ort och en civil parish i Storbritannien.   Den ligger i kommunen Dorset och riksdelen England, i den södra delen av landet, 150 km sydväst om huvudstaden London. Antalet invånare är 544.